# Hector d'Andigné de Grandfontaine
Pour les autres membres de la famille, voir Famille d'Andigné.
Hector d'Andigné de Grandfontaine, né en 1627 en Mayenne, et mort le 6 juillet 1696 à Brest, est un gouverneur de l'Acadie de 1670 à 1673.

## Biographie
Hector d'Andigné de Grandfontaine a pour mission de s'occuper de la rétrocession à la France, des territoires acadiens, décidée par le traité de Bréda de 1667.
Il reçoit une nomination de gouverneur de l'Acadie pour trois ans et s’embarque à La Rochelle, avec sa compagnie. Il est le premier gouverneur français en Acadie après l’occupation anglaise de 1654–1670.
Comme le gouverneur anglais Temple réside à Boston, Andigné de Grandfontaine s’y rend. Il présente les lettres des rois Charles II et de Louis XIV dont il a été muni et signe avec Temple, le 7 juillet 1670, un accord réglant les conditions de la restitution. Il va ensuite recevoir la restitution de Fort Pentagouët le 17 juillet 1670 et envoie son lieutenant, Pierre de Joybert de Soulanges et de Marson, recevoir les forts de Jemseg le 27 août et ceux de Port-Royal et Port-La-Tour le 2 septembre.
Il est rappelé le 5 mai 1673 et remplacé par Jacques de Chambly comme gouverneur de l'Acadie.
L’ex-gouverneur obtient donc un emploi à Rochefort-sur-Mer, devient lieutenant, puis capitaine de vaisseau. Il sert sur l’Intrépide en 1675 et prend part à l’expédition de Cayenne en Guyane sur le Glorieux en 1676.
Blessé, il demeure ensuite à Brest et reçoit une pension annuelle de 800 livres. Inclus dans la première promotion de chevaliers de l'ordre royal et militaire de Saint-Louis en 1693, il meurt à Brest le 6 juillet 1696 .